# Brabantwijk
De Brabantwijk is de stationsbuurt ten oosten van het Brusselse Noordstation.
De wijk ligt op het grondgebied van twee gemeentes, Schaarbeek en Sint-Joost-ten-Node. In het westen grenst de wijk aan het Brusselse Noordstation, in het oosten aan de koninklijke lanen (Paleizenstraat, Koningsstraat). In het zuiden grenst deze wijk aan de Kruidtuin, in het Noorden aan het Liedsplein.

## Geschiedenis
In de 19de eeuw was deze wijk een echte stationsbuurt. De belangrijkste straat in de wijk, de Brabantstraat, was een van de twee grote straten die kaarsrecht tot aan het Noordstation (aan het huidige Rogierplein) liepen. (Aan de westkant was dit de eveneens kaarsrechte Vooruitgangsstraat.)
De wijk, die op de flank van de Zenne ligt, en dus steil omhoog loopt naar het oosten toe, was in zijn geheel gericht (visueel en functioneel) op de binnenstad en het Noordstation.
Toentertijd liepen de treinsporen immers op grondniveau.
Aan het einde van de jaren 30 werd begonnen aan de verplaatsing van het Noordstation, nodig voor de Brusselse Noord-Zuidverbinding. Hierbij werden de sporen, die voorheen op straatniveau lagen, tien meter hoger geplaatst.
Tussen het station en het stadscentrum enerzijds, en de Brabantwijk anderzijds, ontstond alzo een grote muur. De Brabantstraat, die voorheen kaarsrecht tot het Rogierplein liep, kreeg een knik.
De ingang van het nieuwe Noordstation was aan de westzijde georiënteerd (grote stationshal, loketten), terwijl aan de oostzijde slechts drie kleine ingangen waren in de grote kale muur.
Waar de mensen vroeger zicht hadden op de sporen en op de rest van de stad, keken ze nu tegen een grote kale muur aan.
De oorspronkelijk rijke bevolking trok om deze reden weg uit de wijk. De huizen werden in de naoorlogse jaren verhuurd of verkocht aan gastarbeiders, eerst aan Grieken en Italianen, later aan Turken en Marokkanen.
Aangezien deze mensen veelal niet over genoeg kapitaal beschikten om de grote huizen van een degelijk onderhoud te voorzien, raakte deze wijk in verval.
In de Aarschotstraat, de straat die net naast het Noordstation ligt, en dus aan één zijde geen bebouwing heeft, maar wel een grote kale nietszeggende muur, kwam na verloop van tijd steeds meer raamprostitutie.